# Kinesisk trumpetranka
Kinesisk trumpetranka (Campsis grandiflora) är en klättrande buske som tillhör familjen katalpaväxter. Den växer vilt i Pakistan, Indien, Kina, Vietnam och Japan. Arten odlas som trädgårdsväxt i Sverige, men är knappt härdig ens i de varmaste delarna av landet.

## Sorter
- 'Morning Calm' - har orange till aprikosorange blommor med gult svalg som är strimmigt i mörkt orange.

- 'Pink Form' - har ljust rosa till laxrosa blommor.

- 'Thunbergii' - blommorna har kortare flikar som böjer sig tillbaka mer. Sorten hittades i Japan av Siebold 1856 och är möjligen härdigare än de andra sorterna.

## Hybrider
Storblommig trumpetranka (Campsis ×tagliabuana) är hybriden med arten trumpetranka (C. radicans) och odlas ibland.

## Synonymer
- Bignonia chinensis Lamarck
- Bignonia grandiflora Thunberg
- Campsis adrepens Loureiro
- Campsis chinensis (Lamarck) Voss
- Gelseminum grandiflorum (Thunberg) Kuntze
- Incarvillea chinensis (Lamarck) Sprengel ex de Candolle
- Incarvillea grandiflora (Thunberg) Poir.
- Tecoma chinensis (Lamarck) K. Koch
- Tecoma grandiflora (Thunberg) Loiselleur-Deslongchamps
- Tecoma thunbergii Siebold nom. inval.